# Пхрэ (провинция)
Провинция Пхрэ (тайск. แพร่) расположена на севере страны в 551 км от Бангкока. Административным центром является город Пхрэ.

## Климат
Климат тропический, муссонный.
| Показатель           | Янв. | Фев. | Март | Апр. | Май | Июнь | Июль | Авг. | Сен. | Окт. | Нояб. | Дек. | Год   |
| -------------------- | ---- | ---- | ---- | ---- | --- | ---- | ---- | ---- | ---- | ---- | ----- | ---- | ----- |
| Средний максимум, °C | 30   | 33   | 35   | 37   | 35  | 33   | 32   | 32   | 32   | 32   | 31    | 29   | 32,6  |
| Средний минимум, °C  | 13   | 15   | 18   | 22   | 24  | 24   | 24   | 24   | 23   | 22   | 19    | 14   | 20,2  |
| Норма осадков, мм    | 8    | 14   | 28   | 103  | 175 | 156  | 207  | 248  | 205  | 95   | 19    | 6    | 1,264 |

## История
История провинции Пхрэ берёт начало ещё со времён существования царства Мон. В 1443 году данный регион стал частью царства Ланнатхаи, когда король Тилокарай отправился в поход, нацеленный на захват провинции Нан.
Согласно одной из версий, в городах Пхрэ и Нан когда-то правили два брата. Когда они однажды встретились, чтобы поделить земли, правитель провинции Пхрэ ехал верхом на лошади, а другой — на буйволе, и с тех пор лошадь является символом провинции. В 1940 году на печати, наряду с лошадью, появилось изображение Пхра Тат Чо Хэ. Этот храм возвышается примерно в 9 километрах к югу от Пхрэ.

## Административное деление
Общая площадь провинции Пхрэ 6538,6 км², административно делится на 8 районов (ампхое):
1. Mueang Phrae
2. Rong Kwang
3. Long
4. Sung Men
5. Den Chai
6. Song
7. Wang Chin
8. Nong Muang Khai

## Достопримечательности
Одним из красивейших храмов провинции Пхрэ является храм Ват Луанг. Он выступает ещё и в качестве музея, где хранятся статуи Будды 500-летней давности. К западу от храма Ват Луанг, неподалёку от старой городской стены, находится храм Ват Пхра Нон, который отличается тем, что вместо окон у него лишь узкие отверстия для света, и внутри хранится 9-метровая статуя лежачего Будды. Храм Ват Са Бо Кэо построен в бирманском архитектурном стиле, так же как и Ват Чом Саван. Он украшен мраморными статуями Будды, бамбуковыми статуями, а также выполненными из слоновой кости.